# Boris Johnson
Alexander Boris de Pfeffel Johnson (New York, 19 giugno 1964) è un politico, giornalista e scrittore britannico.
Dal 2019 al 2022 è stato primo ministro del Regno Unito e al contempo anche leader del Partito Conservatore.
È stato sindaco di Londra per due mandati, dal 4 maggio 2008 al 9 maggio 2016 e dal 13 luglio 2016 al 9 luglio 2018 è stato invece Segretario di Stato per gli affari esteri e del Commonwealth dei governi May I e II.
Dopo gli studi, divenne noto come giornalista dei maggiori quotidiani britannici. Membro del Partito Conservatore, è stato eletto alla Camera dei comuni nelle elezioni generali del 2001 nella circoscrizione di Henley (Oxfordshire) e rieletto dopo quelle del 2005.
Nel 2008 si è dimesso dal Parlamento in seguito alla sua elezione a sindaco di Londra contro il sindaco uscente, il laburista Ken Livingstone, venendo riconfermato nel 2012. Il suo mandato è stato segnato dalle Olimpiadi estive del 2012, da un calo della criminalità e della povertà, dal divieto di consumo di alcol nei trasporti pubblici, dall'introduzione di una nuova generazione di autobus e biciclette Santander (noti come “Boris Bikes”), nonché dalla difesa del settore finanziario di Londra e dalla promozione della costruzione di un nuovo aeroporto per la capitale, nell'estuario del Tamigi. Eletto di nuovo come membro del Parlamento nel 2015, questa volta nel collegio di Uxbridge and South Ruislip (Grande Londra), non ha cercato un nuovo mandato come sindaco nel 2016.
Opponendosi alla maggioranza delle personalità del Partito Conservatore, è stata una delle principali figure del campo favorevole all'uscita del Regno Unito dall'Unione europea ("Brexit"), dove nel referendum del 23 giugno 2016 vinse il sì. Fu poi nominato Segretario di Stato per gli affari esteri e del Commonwealth nel governo di Theresa May. In disaccordo con lei sulla condotta della Brexit, si è dimesso il 9 luglio 2018.
Eletto alla guida del Partito Conservatore l'anno successivo, succede a Theresa May come Primo ministro, promettendo una rapida uscita del Regno Unito dall'Unione europea. Quando i suoi tentativi sono stati vanificati dal parlamento britannico, ha indetto elezioni anticipate per ottenere una nuova maggioranza parlamentare per l'adozione di un accordo di recesso. I conservatori hanno ottenuto la loro più grande maggioranza dal 1987, Boris Johnson ha guidato nel gennaio 2020 la realizzazione della Brexit, seguita da un accordo commerciale con l'UE alla fine dello stesso anno. Allo stesso tempo, ha affrontato la pandemia di COVID-19.
Il 5 aprile 2020 Johnson viene ricoverato al St Thomas' Hospital di Londra a causa degli effetti del COVID-19 e il giorno successivo viene trasferito in terapia intensiva a causa dell'aggravarsi dei suoi sintomi. Guarito dalla convalescenza, Johnson riprese le redini del governo alla fine di quel mese.
Boris Johnson è una delle figure politiche (e giornalistiche) britanniche più controverse degli ultimi anni. I suoi sostenitori sottolineano, come punti positivi, la sua personalità, l'umorismo e il fascino popolare che vanno oltre la figura tradizionale presentata all'elettore conservatore. Tuttavia, è anche duramente criticato da figure di sinistra e di destra, come un elitario, accusato di disonestà, razzismo e islamofobia. Johnson è molto presente nella cultura popolare britannica, oggetto di innumerevoli libri, biografie e parodie.
Dal 24 luglio 2019 ha assunto la presidenza del Commonwealth delle nazioni.
Il 7 luglio 2022, a seguito di una crisi di governo, annuncia le proprie dimissioni dalla carica di Primo Ministro e da leader del Partito Conservatore, manifestando l'intenzione di rimanere in carica come dimissionario fino all'insediamento del suo successore.. Il 12 giugno 2023, a seguito dell'evolversi dello scandalo Partygate, si dimette anche da deputato.

## Infanzia e giovinezza
Boris Johnson è nato a New York il 19 giugno 1964 da una benestante famiglia britannica di religione cattolica e di origini inglesi, turche, russe, ebraiche, francesi e tedesche. Il suo bisnonno paterno fu il noto giornalista ottomano Ali Kemal, ministro dell'interno dell'Impero ottomano di ascendenza turca e circassa e di religione musulmana. Il nonno paterno di Johnson, Wilfred Johnson – figlio di Ali Kemal, fu un pilota della RAF nel Coastal Command durante la seconda guerra mondiale.
Una delle sue antenate dirette, di origini tedesche, era figlia illegittima del principe Paolo Federico di Württemberg e pertanto egli è a tutti gli effetti anche un discendente diretto di re Giorgio II di Gran Bretagna (rendendolo pertanto cugino di sesto grado della regina Elisabetta II). Egli è inoltre imparentato con la regina tramite Maria di Teck in quanto discendente del duca Federico II Eugenio di Württemberg. La madre di Johnson è nipote di Elias Avery Lowe, un paleografo e immigrato russo negli Stati Uniti, in Pennsylvania, e di Helen Tracy Lowe-Porter, traduttrice delle opere di Thomas Mann.
Sin dall'infanzia ha vissuto con suoi genitori in un appartamento di un edificio nei pressi del Chelsea Hotel. Johnson è stato in possesso anche della cittadinanza statunitense, ottenuta per nascita. Durante gli anni in cui ha vissuto a Bruxelles, ha studiato alla scuola europea, poi a Eton e a Oxford. È laureato in Lettere classiche presso l'Università di Oxford, con una tesi in storia antica. Nel 2006, non ritenendo corretto per un politico mantenere un doppio passaporto, aveva comunicato la sua intenzione di rinunciarvi; tuttavia, in un'intervista concessa a David Letterman nel 2012 affermò di avere ancora la doppia cittadinanza e aggiunse con ironia: «Tecnicamente, potrei diventare presidente degli Stati Uniti». La rinuncia alla cittadinanza statunitense è stata da lui attuata nel 2016.
Nell'agosto del 2008 ha rotto il consueto protocollo osservato dai politici inglesi in carica, commentando le elezioni di altri Paesi e auspicando l'elezione di Barack Obama a Presidente degli Stati Uniti, che però ha poi ritenuto diffidente verso il Regno Unito a causa della sua origine "mezza keniota" quando successivamente Obama si è espresso contro la Brexit.

## Carriera giornalistica
Nel 1987 Johnson venne assunto come giornalista al quotidiano londinese The Times, grazie a conoscenze di famiglia. Uno scandalo scoppiò quando Johnson scrisse un articolo sulle recenti scoperte archeologiche legate al sovrano inglese Edoardo II, in cui era presente una citazione inventata per sollecitare l'interesse dei lettori, che Johnson attribuì falsamente allo storico Colin Renshaw Lucas, suo padrino di battesimo ("secondo il dott. Colin Lucas del Balliol College, Oxford, è qui che il re ha goduto di un regno di dissoluzione con il suo catamite prima di essere brutalmente assassinato"). Quando il direttore del giornale, Charles Wilson, seppe della cosa, licenziò Johnson.
Nonostante questo incidente, poco tempo dopo Johnson trovò un lavoro nel quotidiano conservatore The Daily Telegraph, di cui aveva conosciuto il direttore Max Hastings mentre studiavano entrambi all'Università di Oxford. Nel 1989 venne nominato corrispondente del giornale a Bruxelles: qui egli divenne uno dei più noti giornalisti euroscettici, venendo persino notato dal Primo Ministro britannico Margaret Thatcher.
Come corrispondente del Daily Telegraph, nei primi anni novanta Johnson pubblicò numerose notizie false di carattere euroscettico, note come euromiti: che l'UE intendesse vietare le patatine al cocktail di gamberi e le salsicce britanniche (titolo in prima pagina, "Minaccia alle salsicce rosa britanniche"), che intendesse standardizzare le dimensioni dei preservativi, perché gli italiani avrebbero il pene più piccolo, che intendesse stabilire il grado accettabile di curvatura delle banane e di potenza degli aspirapolvere, che intendesse costringere le donne a restituire i loro sex toy, che le banconote euro rendessero le persone impotenti, le monete le facessero ammalare, e che ci fosse il piano di demolire il Palazzo Berlaymont, sede della Commissione europea, perché il rivestimento di amianto avrebbe reso l'edificio troppo pericoloso.
Alla penna di Johnson vengono attribuiti anche il titolo del Telegraph "Le lumache sono pesci, dice l'UE" e la notizia secondo cui Bruxelles avrebbe assunto degli annusatori di letame per assicurarsi che il letame europeo avesse sempre lo stesso odore. In un'intervista alla BBC, Johnson ha spiegato la sua collaborazione con il Telegraph nei primi anni novanta in questo modo: "Stavo come lanciando pietre oltre il muro del giardino e ascoltavo l’incredibile schianto provenire dalla serra dei vicini in Inghilterra, perché tutto quello che scrivevo da Bruxelles stava avendo un effetto fantastico ed esplosivo sul partito Tory – e mi dava davvero, immagino, uno strano senso di potere".
Nel 1995 iniziò a collaborare con il settimanale conservatore The Spectator, mentre nel 1999 ottenne una colonna sulla rivista mensile GQ. A partire dal 1998 iniziò ad essere regolarmente invitato ai programmi della BBC Have I Got News for You, Top Gear, Parkinson, Breakfast with Frost e Question Time. In questo periodo ottenne persino una nomination al Premio BAFTA.
Dopo le dimissioni da Primo Ministro, è tornato al giornalismo nel 2023, come titolare di una rubrica nell'edizione del sabato del quotidiano Daily Mail. Nell'ottobre 2024, pubblica il suo volume di memorie politiche, dal titolo Unleashed.

## Carriera politica

### Sindaco di Londra
È stato eletto al Parlamento britannico per il collegio di Henley nel 2001 ed è stato ministro ombra della Cultura nel 2004, nel governo di Michael Howard, e dal 2005 dell'Istruzione, fino alla candidatura alle elezioni amministrative di Londra del maggio del 2008. La sua vittoria elettorale, a spese del sindaco uscente, il laburista Ken Livingstone, è stata annunciata il 2 maggio 2008: al ballottaggio Johnson ha ottenuto 1 168 738 voti (il 53,18%) mentre Livingstone 1 028 966 (46,82%), guadagnandosi anche la maggioranza per governare tranquillamente in consiglio comunale.
Tra le iniziative adottate da Johnson in qualità di sindaco di Londra c'è la reintroduzione del latino nelle scuole pubbliche inglesi della Greater London. Lo studio del latino, secondo Boris Johnson, «è un inizio eccellente per comprendere la struttura della lingua», pertanto, sostiene il sindaco, bisogna evitare che la sua conoscenza «sia limitata soltanto a chi ha avuto il privilegio di un'educazione privata».
Boris Johnson, appassionato della storia e della cultura di Roma, è autore di un saggio intitolato Il sogno di Roma – La lezione dell'antichità per capire l'Europa di oggi, edito in Italia da Garzanti.
Centrale per Johnson la "politica verde" del traffico, promossa da un lato attraverso l'installazione di numerose stazioni di ricarica per le auto elettriche e, dall'altro, con la realizzazione delle cosiddette cycle superhighway, vere e proprie autostrade cittadine per le biciclette. Per le Olimpiadi del 2012 ha creato una flotta di taxi a idrogeno, grazie al sostegno dell'UK Government Technology Strategy Board.
Il 4 maggio 2012 è stato rieletto al ballottaggio per un secondo mandato come Sindaco di Londra con 1 054 811 voti, pari al 51,53%, battendo nuovamente l'ex primo cittadino laburista Ken Livingstone, che ne ha ottenuti 992 273 pari al 48,47%. Tuttavia il partito di Johnson, il Partito conservatore, perse la maggioranza nell'Autorità della Grande Londra, il consiglio comunale di Londra, governato allora dal centrosinistra (12 consiglieri labour e 2 verdi), mentre il centrodestra era all'opposizione (con 9 consiglieri conservatori e 2 liberaldemocratici).
Nelle elezioni generali britanniche il 7 maggio 2015, Boris Johnson è stato rieletto al Parlamento britannico, per il collegio di Uxbridge and South Ruislip.

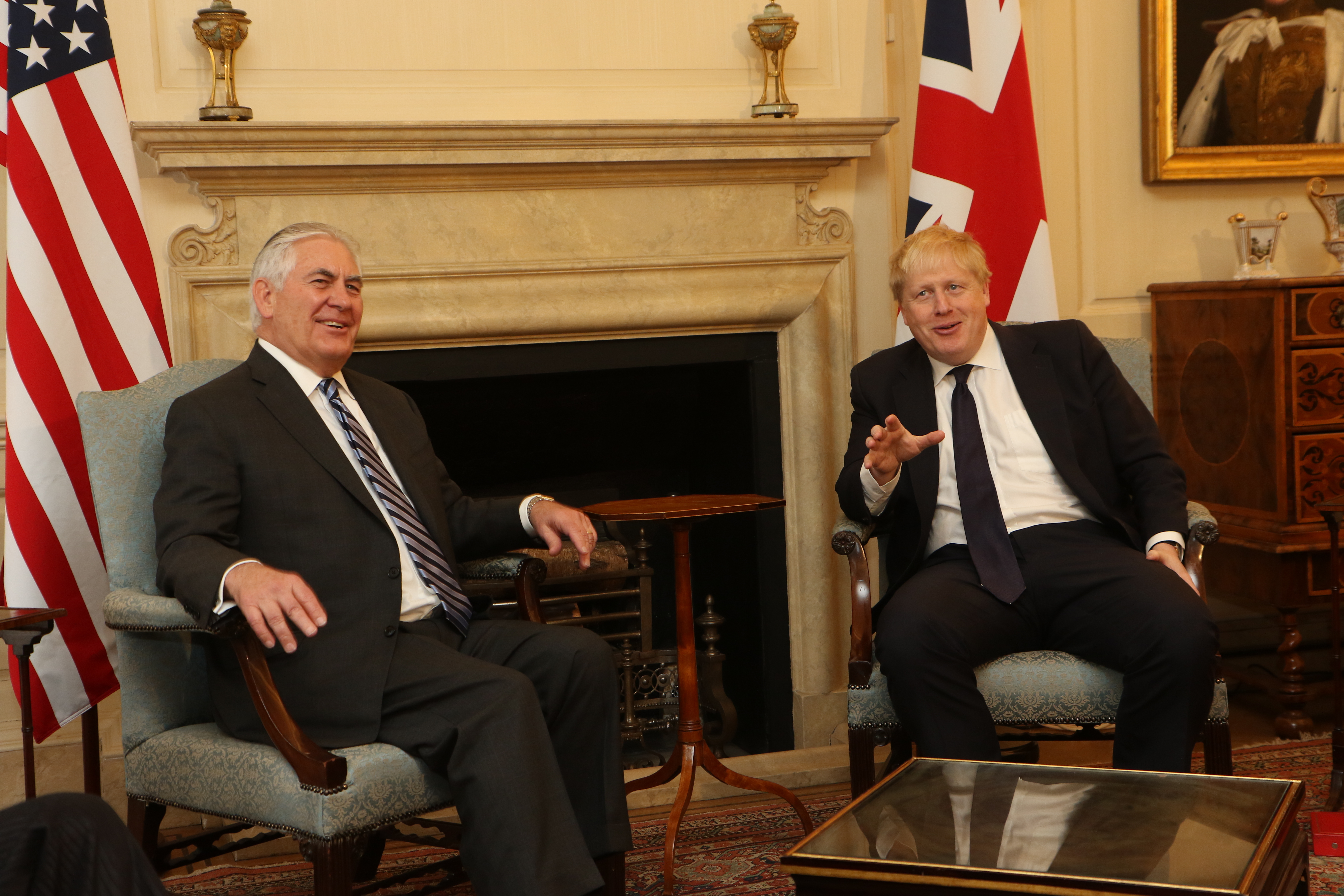
Boris Johnson incontra Rex Tillerson, Segretario di Stato degli Stati Uniti a Londra, il 22 gennaio 2018

Nel 2016 ha annunciato il suo appoggio alla campagna referendaria per far uscire il Regno Unito dall'Unione Europea, una mossa vista immediatamente come il trampolino di lancio ideale per sostituire David Cameron alla carica di primo ministro. La vittoria del 23 giugno del fronte Brexit ha costretto Cameron ad annunciare le proprie dimissioni (previste per ottobre), ponendo Johnson in pole position nella campagna per la nuova leadership Tory e, quindi, del Governo nazionale. Dopo l'annuncio di Michael Gove, suo cruciale alleato nella campagna referendaria del Leave UE, di voler candidarsi alla guida del partito, e le critiche di Theresa May e altri tories, il 30 giugno Johnson ha rinunciato a correre per la leadership, sorprendendo tutti. Il 13 luglio è stato nominato dal nuovo Primo Ministro, Theresa May, Segretario di Stato per gli Affari Esteri e del Commonwealth. Si è dimesso dalla carica il 9 luglio 2018, venendo imitato dal ministro per la Brexit David Davis in contrasto con il Piano di Chequers e con la linea "morbida" per l'uscita dall'Unione europea sostenuta dal governo May; come suo successore agli esteri è stato nominato Jeremy Hunt.

### Leader del Partito Conservatore e Primo ministro

#### I primi mesi di governo

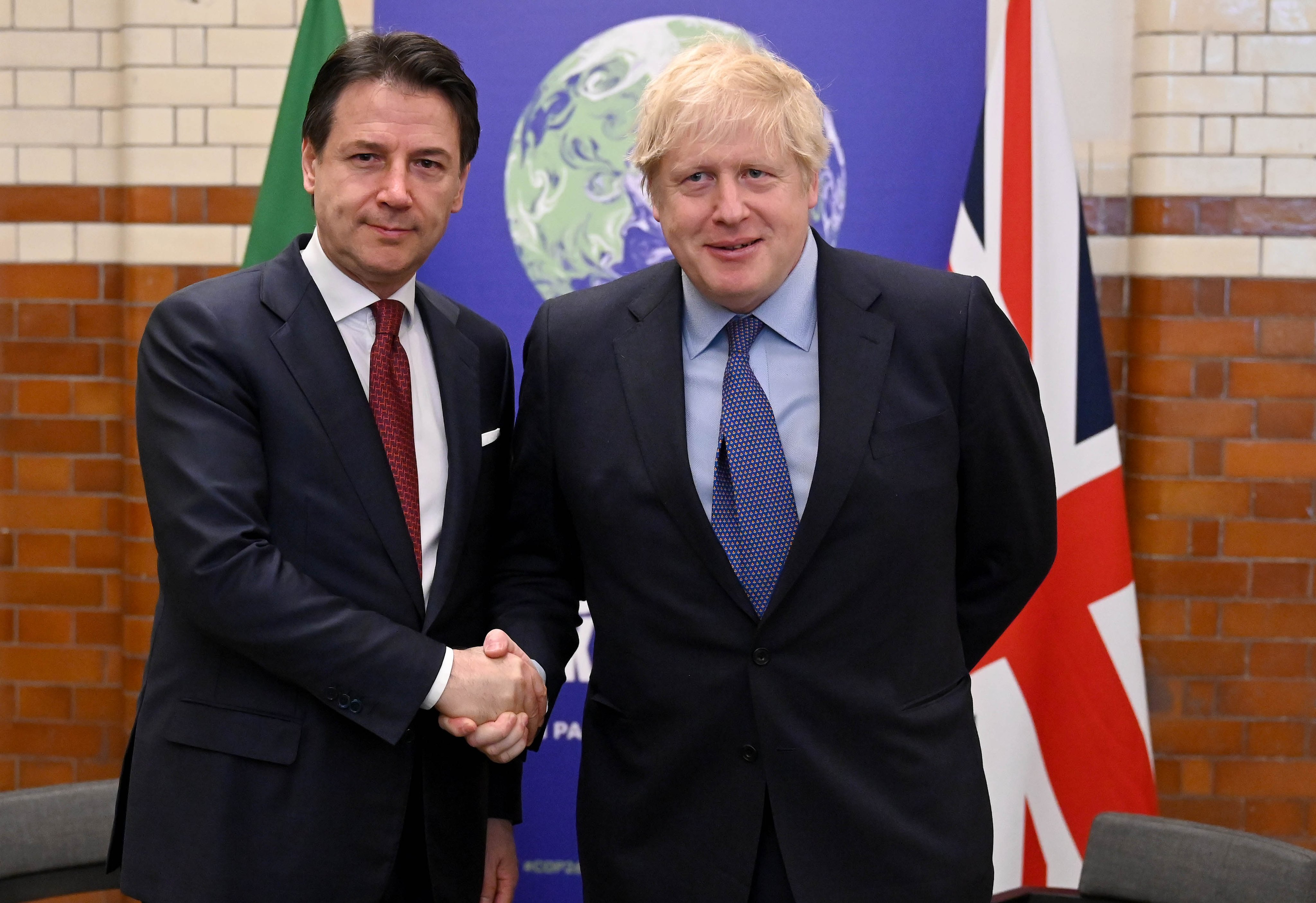
Johnson con Giuseppe Conte

In seguito alle dimissioni di Theresa May dalla guida del Partito Conservatore e Unionista, Johnson si è candidato alla guida del partito, contrapponendosi al candidato europeista Jeremy Hunt. Il voto degli iscritti si è concluso il 22 luglio 2019, con Johnson vincitore con il 66% dei voti (92 153 preferenze), contro il 34% (46 656 preferenze) di Hunt. Il 23 luglio 2019 Johnson è ufficialmente proclamato nuovo leader del Partito Conservatore e Unionista.
Il giorno seguente (24 luglio 2019) la Regina Elisabetta II, dopo aver accettato le dimissioni di Theresa May dalla carica di Primo ministro, ha incaricato Boris Johnson di formare un nuovo governo. Nel suo primo discorso in carica, Johnson ha promesso di far uscire il Regno Unito dall'Unione europea entro il 31 ottobre 2019 con o senza accordo. In serata è stato presentato il nuovo governo.
Il 28 agosto 2019 Johnson ha chiesto alla regina Elisabetta II di sospendere i lavori del Parlamento per 5 settimane, dal 10 settembre al 14 ottobre, al fine di evitare l'approvazione di una legge che impedisca l'uscita senza accordo dall'Unione Europea il 31 ottobre. La sospensione è accordata dalla regina lo stesso giorno. Le conseguenze: crollo della sterlina, dure polemiche e proteste nel paese, il presidente della Camera dei Comuni, John Bercow, parla di "oltraggio alla Costituzione", supera il milione di firme una petizione contro la sospensione, si dimettono la leader del partito conservatore scozzese, Ruth Davidson, convinta "remainer", e il capogruppo dei Tory alla Camera dei lord George Young.

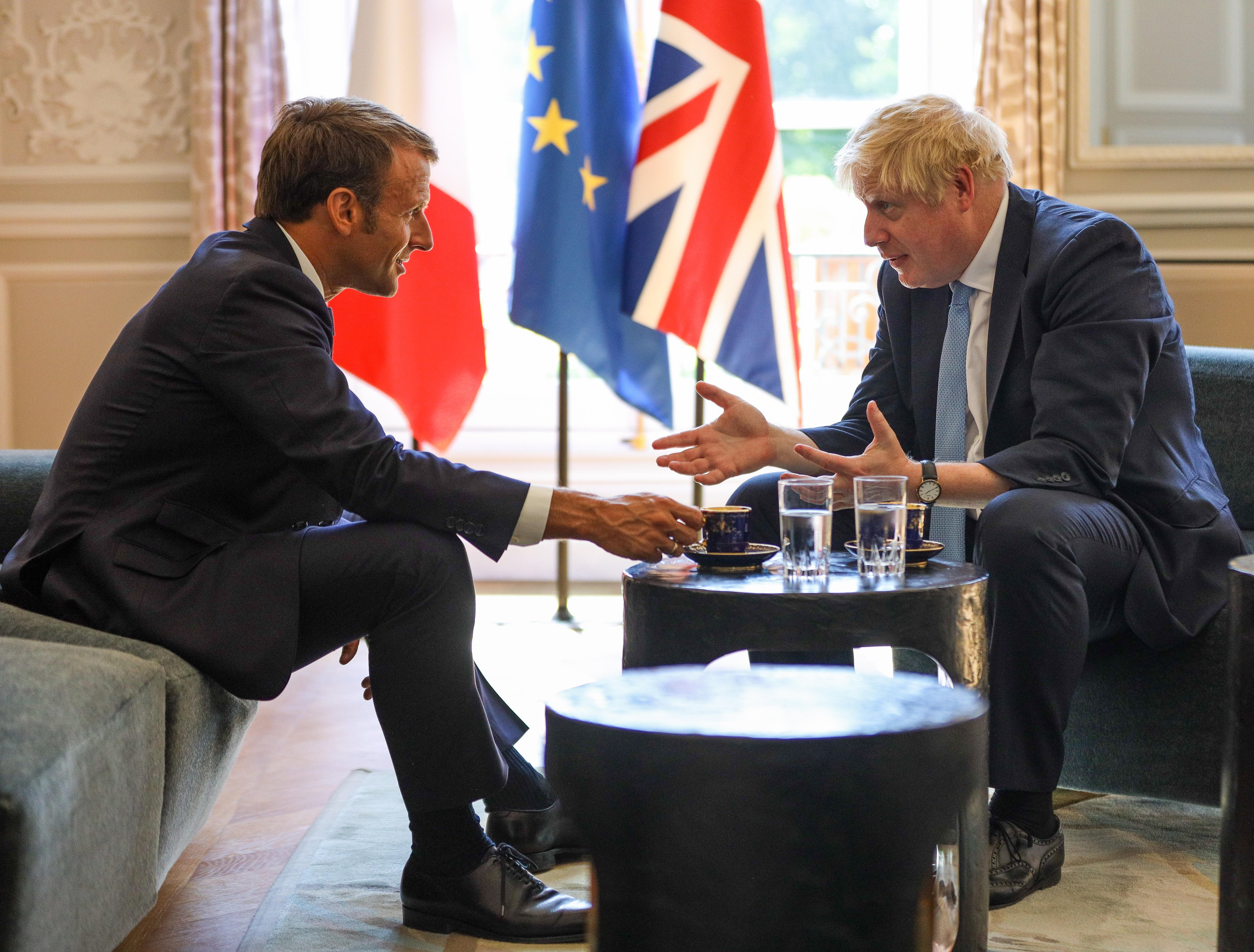
Johnson discute della Brexit con il presidente francese Emmanuel Macron a Parigi nel 2019

Ci sono altre dimissioni (tra cui anche quella del fratello minore, Jo Johnson) ed espulsioni dal partito conservatore (compreso il nipote di Churchill, sir Nicholas Soames), all'inizio di settembre 2019 Johnson perde la maggioranza assoluta nella Camera dei Comuni in seguito alla defezione del deputato conservatore Phillip Lee che si unisce ai Lib Dem, ed è battuto da una mozione anti-No Deal. Il 24 settembre 2019 la Corte Suprema britannica, con verdetto unanime degli 11 giudici, dichiara non legale la sospensione (prorogation) del Parlamento voluta da Johnson fino al 14 ottobre, accogliendo gli argomenti dei ricorsi presentati.
Johnson insiste sulla data del 31 ottobre per l'uscita dalla Ue ("altrimenti meglio morto in un fosso") ma senza successo, il 17 ottobre è finalmente trovato un accordo tra il Regno Unito e l'Unione europea. L'intesa è firmata dal presidente della Commissione europea, Jean-Claude Juncker, e dallo stesso Johnson. La Camera dei Comuni, chiamata a votare su questo accordo il 19 ottobre, rinvia il voto a tempo indeterminato in modo da poterlo esaminare dettagliatamente ed essere in grado di decidere in tempo senza rischiare una Brexit senza un accordo. Johnson è quindi costretto a chiedere alle istituzioni europee un rinvio sulla data del 31 ottobre ma lo fa con una lettera non firmata e assicurando che avrebbe fatto comunque di tutto per far uscire il paese dall'UE entro il 31 ottobre. Gli altri 27 Stati membri dell'UE concordano di posticipare la data di recesso del Regno Unito dell'Unione al 31 gennaio 2020.

#### Il trionfo alle elezioni del 2019
Determinato a realizzare la Brexit "a tutti i costi",, Johnson riesce a convincere l'opposizione laburista a sostenere la convocazione di nuove elezioni che, dopo l'approvazione da parte della Camera dei Comuni, sono fissate per il 12 dicembre 2019. Nel Regno Unito non si votava in dicembre dal 1923. Il 6 novembre è formalizzato lo scioglimento della Camera dei Comuni.
Alle elezioni politiche del dicembre 2019 conquista una vittoria storica ottenendo la maggioranza assoluta a Westminster con 365 seggi e annuncia la Brexit entro il 31 gennaio 2020; segue poi un periodo di transizione che sarebbe durato fino al 31 dicembre 2020.

#### 2020: la pandemia di COVID-19 e gli accordi con Unione europea e Turchia

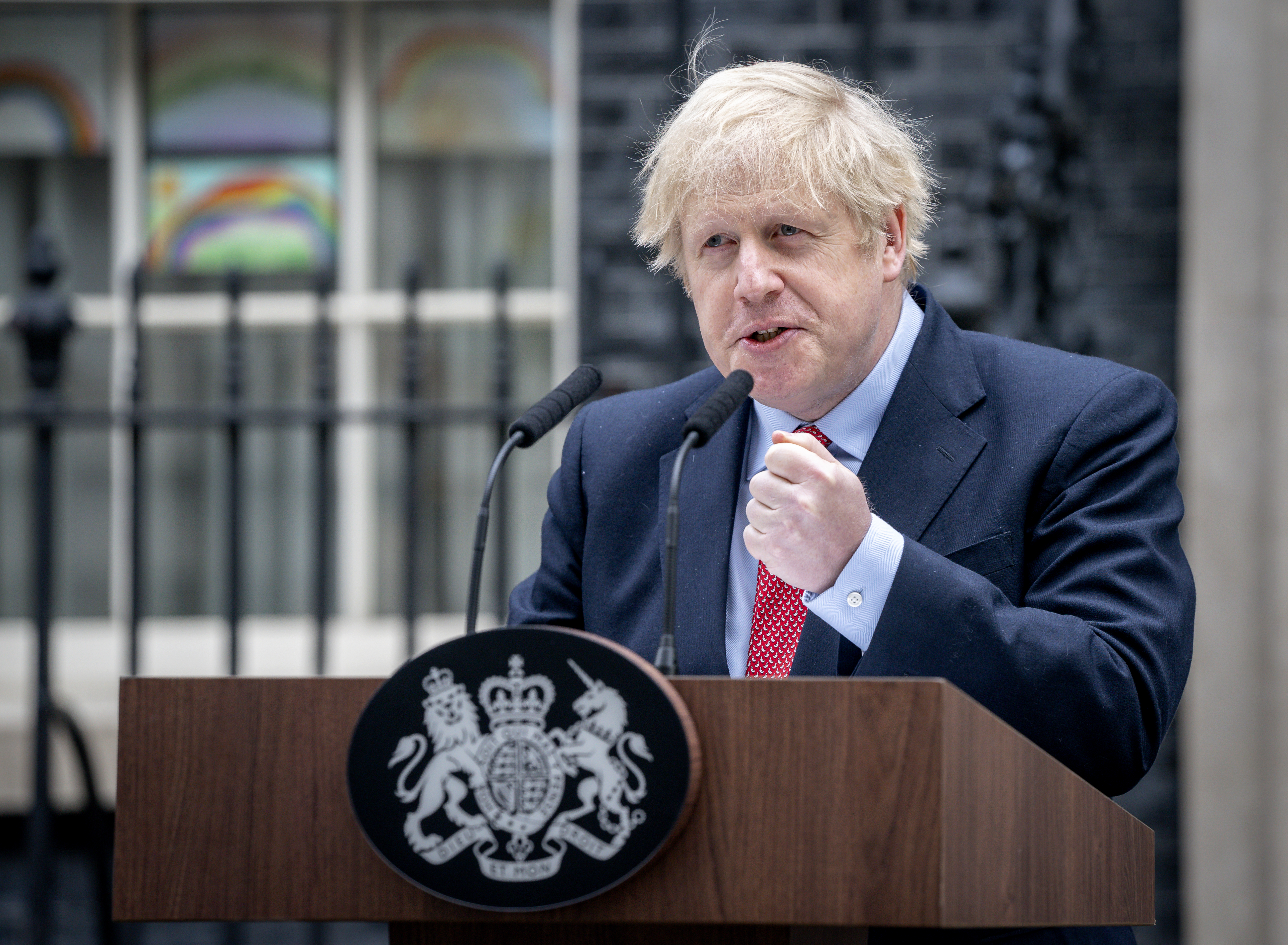
Boris Johnson rilascia una dichiarazione al di fuori di 10 Downing Street, mentre torna al lavoro dopo essersi ripreso dal Coronavirus presso Checkers.

A marzo 2020, durante la pandemia di COVID-19, desta notevole scalpore la sua decisione di non ordinare chiusure delle attività produttive, di puntare sull'immunità di gregge e di mantenere misure di confinamento molto più permissive rispetto al resto dei paesi europei. Il 27 marzo è risultato positivo al virus e si è posto in autoisolamento. Con l'aggravarsi della malattia, il 5 aprile è stato il primo leader politico al mondo ad essere ricoverato in ospedale per coronavirus, “in via precauzionale”, per sottoporsi ad alcuni “esami medici”. Il giorno successivo le sue condizioni si aggravano ulteriormente e viene ricoverato in un reparto di terapia intensiva. Johnson chiede al Primo Segretario di Stato Dominic Raab di sostituirlo "ove necessario". Il 12 aprile viene dimesso.

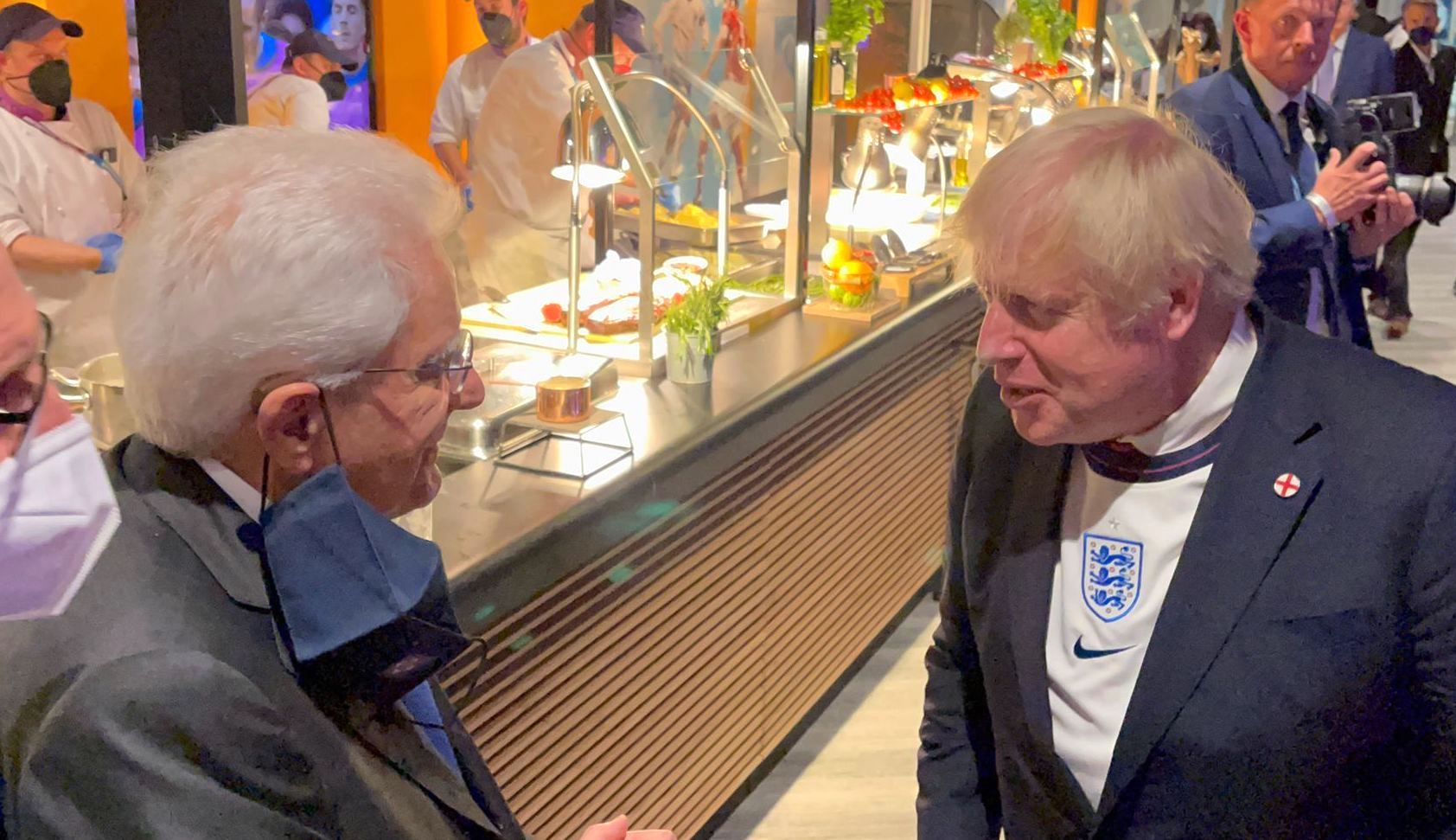
Boris Johnson parla con il presidente Sergio Mattarella prima della finale di UEFA Euro 2020 Italia-Inghilterra

Dopo aver contratto e debellato la malattia, Johnson adotta un cambio di linea nei confronti dell'emergenza sanitaria, decidendo di imporre un confinamento nazionale ed altre misure più severe. Il 22 settembre rilascia una discussa dichiarazione criticando il modello italo-tedesco di gestione della pandemia di COVID-19, basato su misure di confinamento, a cui il presidente della Repubblica italiano Sergio Mattarella ha replicato.
Il 24 dicembre 2020 Johnson annuncia il perfezionamento dell'accordo con l'Unione Europea per le relazioni politiche, diplomatiche e commerciali post-Brexit. Dopo un lungo negoziato l'accordo di commercio e cooperazione tra Unione europea e Regno Unito è stato siglato il 30 dicembre 2020 venendo approvato lo stesso giorno dalla Camera dei Comuni; a partire dal 1º gennaio 2021, il Regno Unito non fa ufficialmente più parte dell'UE.
Ha promosso la conclusione di un rilevante accordo commerciale di libero scambio con la Turchia, creando anche un'unione doganale. Sempre con la Turchia, il suo governo ha avviato le prime esercitazioni aeree militari congiunte della loro storia.

#### 2022: invasione russa dell'Ucraina e risposta britannica

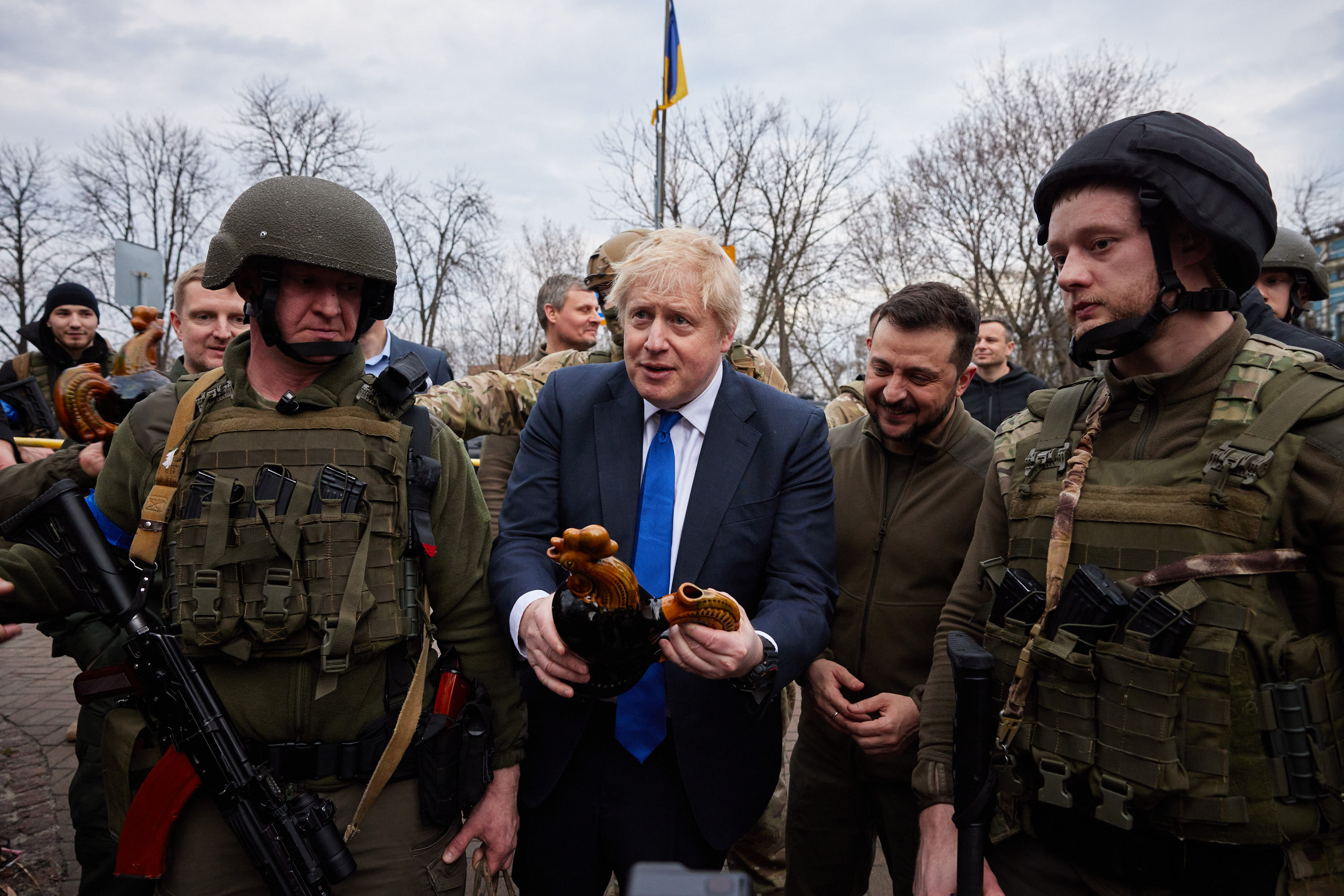
Jonhnson con il presidente ucraino Zelens'kyj a Kiev

Il 24 febbraio del 2022 la Russia lancia un'invasione a larga scala dell'Ucraina. Johnson è stato uno dei principali sostenitori europei dell'Ucraina, promuovendo assistenza militare, economica e diplomatica al governo di Volodymyr Zelens'kyj.
Il governo britannico, sotto la sua guida, ha fornito equipaggiamenti militari di alto livello, tra cui missili anticarro NLAW e sistemi di difesa aerea, contribuendo in modo sostanziale alla resistenza ucraina. Inoltre, Johnson ha sollecitato ripetutamente gli alleati occidentali ad adottare sanzioni più severe contro la Russia, rafforzando l'isolamento economico e politico del Cremlino.
A livello simbolico, Boris Johnson ha visitato Kiev in diverse occasioni durante il conflitto, dimostrando solidarietà al popolo ucraino e consolidando il ruolo del Regno Unito come uno dei principali alleati dell'Ucraina, divenendo una figura molto popolare tra gli ucraini. Tuttavia, il suo ruolo nel conflitto ha talvolta suscitato reazioni controverse.

#### Partygate
Tra la fine del 2021 e l'inizio del 2022 sono emerse numerose testimonianze su feste tenutesi a Downing Street, a cui lo stesso Johnson ha partecipato, in periodi nei quali il Regno Unito era in confinamento e simili riunioni erano vietate per ragioni sanitarie. Tali rivelazioni hanno messo in difficoltà politica Johnson ed il suo governo, con diversi esponenti conservatori che hanno aperto alla possibilità di sostituire lo stesso Johnson dalla guida del partito e del governo; inoltre i sondaggi evidenziavano una diffusa impopolarità del Primo ministro e del Partito Conservatore.
A seguito dell'invasione russa dell'Ucraina del 2022 la posizione di Johnson era sembrata rafforzarsi, visti i rischi di una sostituzione della leadership in una tale congiuntura internazionale.
Il 12 aprile Johnson e il ministro dell'Economia Rishi Sunak sono stati multati dalla polizia britannica per le feste organizzate durante il lockdown, riaccendendo un dibattito nel Partito Conservatore sulla leadership; sia Johnson sia Sunak hanno escluso di dimettersi a causa di queste multe.
Il 6 giugno Johnson è stato sottoposto ad un voto di sfiducia interno del Partito Conservatore, riuscendo a conservare la propria posizione di leader del partito e di Primo ministro;
nonostante l'esito del voto la posizione di Johnson era sembrata comunque debole a diversi osservatori.

#### Caso Pincher
Nel luglio del 2022 riceve forti critiche per aver agevolato la carriera di Chris Pincher, sia all'interno del partito, con la nomina a vicecapogruppo del Partito Conservatore alla Camera dei Comuni, sia nel governo, e per aver negato di essere a conoscenza di accuse di molestie sessuali mosse nei confronti di quest'ultimo precedentemente, fatto che ammetterà solo in seguito. Successivamente riconoscerà l'errore e se ne scuserà pubblicamente.

#### Crisi di governo e dimissioni
Dopo una breve (ma comunque frutto di una lunga serie di scandali, culminati nel caso Pincher) crisi di governo, il 7 luglio 2022 annuncia le proprie dimissioni dalla carica di Primo ministro e dalla guida del partito. Il 5 settembre 2022 viene sostituito alla guida dei Tories dalla ministra degli esteri Liz Truss, che il giorno successivo viene nominata Primo Ministro.

### Dopo le dimissioni da Primo ministro
In seguito alle dimissioni da Primo ministro prosegue l’attività politica col mandato parlamentare. Il 9 settembre 2022 in un discorso alla Camera dei Comuni ricorda la Regina Elisabetta II.
Il 9 giugno 2023, in vista della decisione del "Privileges Committee" della Camera sul caso Partygate, annuncia le sue dimissioni anche dalla carica di Membro del Parlamento.

## Vita privata

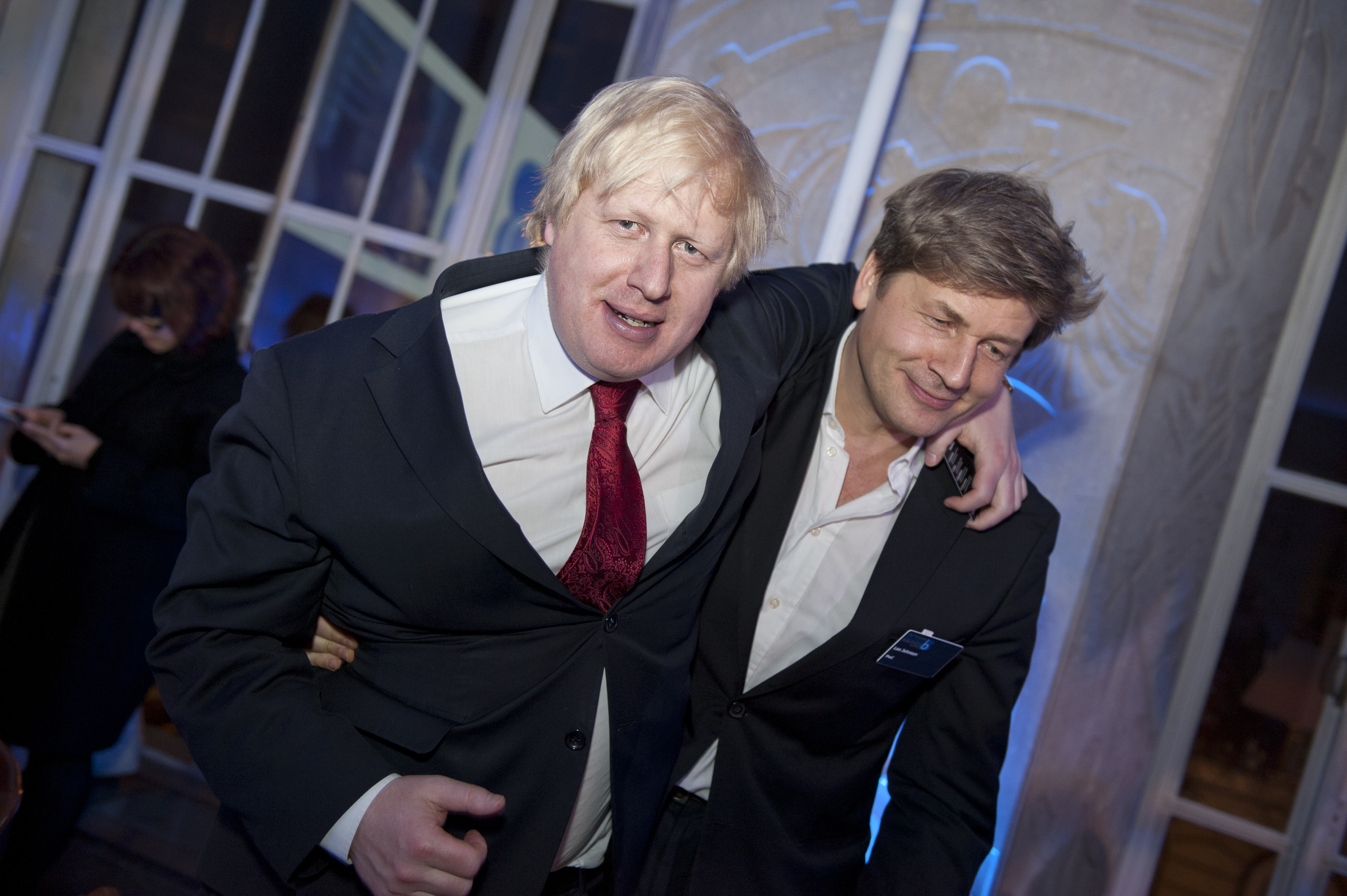
Boris e suo fratello minore Leo nel 2013

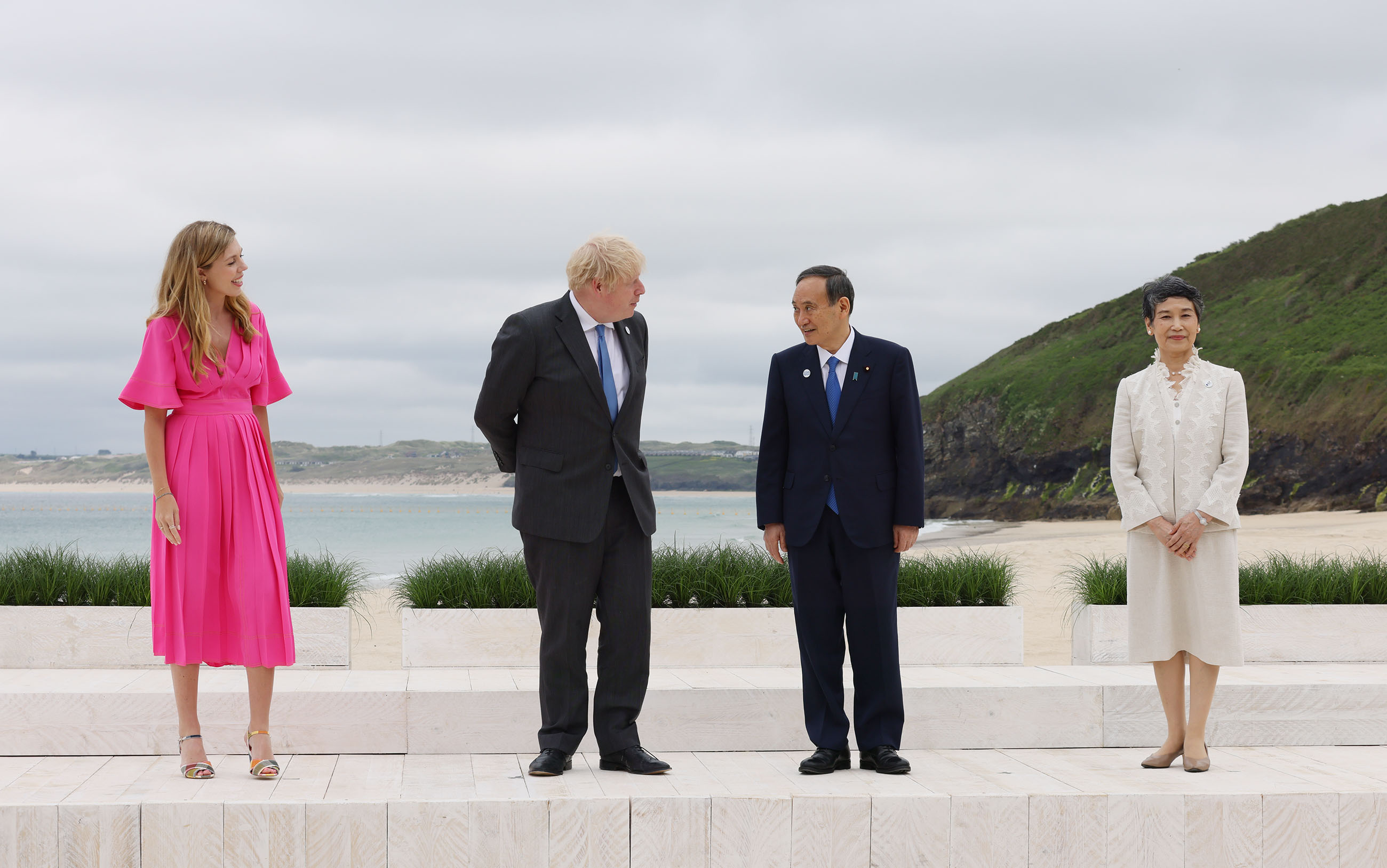
Boris Johnson e Carrie Symonds danno il benvenuto a Yoshihide e Mariko Suga a Carbis Bay durante il G7 del 2021

Figlio del politico conservatore e scrittore Stanley Johnson, ha una sorella, Rachel, giornalista, alla quale è legatissimo nonostante le differenti opinioni politiche (in particolare Rachel è nota per la contrarietà alla Brexit), e due fratelli, Jo, parlamentare conservatore, e Leo, regista.
Johnson si è sposato tre volte ed ha nove figli. Il primo matrimonio ha avuto luogo nel 1987 con Allegra Mostyn-Owen, figlia dello storico dell'arte William Mostyn-Owen e della scrittrice italiana Gaia Servadio. Un paio di settimane dopo lo scioglimento del matrimonio, nel 1993, si è risposato con Marina Wheeler, avvocato e figlia del giornalista Charles Wheeler e di una donna indiana sikh, Dip Singh. Le famiglie Wheeler e Johnson si conoscono da decenni e Marina Wheeler è stata alla scuola europea di Bruxelles contemporaneamente al suo futuro marito. Da questo matrimonio sono nati quattro figli: due femmine, Lara e Cassia, e due maschi, Milo e Theodore. Il quinto figlio di Johnson è nato nel 2009 da una relazione extraconiugale con la consulente d'arte Helen MacIntyre. L'esistenza del bambino è stata oggetto di un'azione legale nel 2013 con la Court of Appeal.
Nel settembre 2018 Johnson e Marina Wheeler hanno annunciato la separazione, già avvenuta mesi prima, e hanno avviato il processo di divorzio. I tabloid britannici hanno rivelato una relazione che Boris Johnson aveva con Carrie Symonds, più giovane di ventiquattro anni, ex responsabile della strategia e della comunicazione dei Tories. Il 22 giugno 2019 la polizia è intervenuta a casa di Johnson e Symonds a seguito di una violenta lite su richiesta dei vicini, spaventati dalle urla.
Il 29 febbraio 2020 Johnson e Symonds hanno annunciato il loro fidanzamento e che Symonds era in attesa di un figlio nella prima parte dell'estate. Il bambino è nato il 29 aprile 2020 a Londra e il 29 maggio 2021 i genitori sono convolati a nozze con cerimonia privata.
Johnson è stato battezzato nella Chiesa cattolica e cresciuto dalla madre come cattolico, ma nel periodo di Eton ha abbandonato formalmente la fede cattolica, trasmessagli dalla madre, entrando a far parte della Comunione Anglicana. Nel 2020 è ritornato a seguire la Chiesa cattolica, facendo battezzare il suo penultimo figlio come cattolico e sposandosi con rito cattolico nella Cattedrale di Westminster. Ciò fa di lui il primo premier inglese cattolico alla nascita e durante l'esercizio della propria carica (Tony Blair si convertì solo dopo le dimissioni) dai tempi dello scisma anglicano della Chiesa d'Inghilterra nel 1534.
Nel luglio 2021 Boris Johnson ha annunciato che sua moglie era in attesa di un secondo figlio, sua moglie ha rivelato anche di aver avuto un aborto all'inizio di quell'anno. La figlia Romy Iris Charlotte Johnson è nata il 9 dicembre 2021 a Londra. Il 5 luglio 2023 nasce il terzo figlio della coppia Frank Alfred Odysseus Johnson e il 21 maggio 2025 nasce la quarta figlia Poppy Eliza Josephine Johnson.

## Nella cultura di massa
- Johnson sarà interpretato dall'attore irlandese Kenneth Branagh nella serie This Sceptred Island, incentrata sulla gestione della pandemia di COVID-19 nel Regno Unito e prodotta da Sky.[101]

## Opere
- (EN) Seventy Two Virgins, 2005. (romanzo).
- Il sogno di Roma (The Dream of Rome), traduzione di E. Zoni, Collana Saggi, Milano, Garzanti, 2010, ISBN 978-88-11-60095-4.
- (EN) The Churchill Factor: How One Man Made History, New York, Riverhead Books, 2014, ISBN 978-1-59463-302-7.